# The Beginning of Times
The Beginning of Times es el décimo álbum de estudio de la banda finlandesa Amorphis, fue publicado el 25 de mayo de 2011.

## Lista de canciones
Todas las canciones escritas y compuestas por Pekka Kainulainen. 
| N.º | Título                       | Música          | Duración |  |
| 1.  | «Battle for Light»           | Santeri Kallio  | 5:35     |  |
| 2.  | «Mermaid»                    | Kallio          | 4:24     |  |
| 3.  | «My Enemy»                   | Tomi Koivusaari | 3:25     |  |
| 4.  | «You I Need»                 | Kallio          | 4:22     |  |
| 5.  | «Song of the Sage»           | Kallio          | 5:27     |  |
| 6.  | «Three Words»                | Esa Holopainen  | 3:55     |  |
| 7.  | «Reformation»                | Holopainen      | 4:33     |  |
| 8.  | «Soothsayer»                 | Koivusaari      | 4:09     |  |
| 9.  | «On a Stranded Shore»        | Kallio          | 4:13     |  |
| 10. | «Escape»                     | Kallio          | 3:52     |  |
| 11. | «Crack in a Stone»           | Holopainen      | 4:56     |  |
| 12. | «Beginning of Time»          | Holopainen      | 5:51     |  |
| 13. | «Heart's Song» (Bonus track) | Holopainen      | 4:07     |  |

## Personal
- Tomi Joutsen - Voz limpia y gutural
- Santeri Kallio - Teclados
- Esa Holopainen - Guitarra líder
- Tomi Koivusaari - Guitarra rítmica
- Niclas Etelävuori - Bajo
- Jan Rechberger - Batería